# Xiaomi Mi Band 5
Xiaomi Mi Band 5 (Xiaomi Mi Smart Band 5) — це фітнес-трекер виробництва Xiaomi Inc. Він був анонсований в Китаї 11 червня 2020 року і надійшов у продаж з 18 червня 2020 року в Китаї. Глобальна версія була випущена 15 липня 2020 року як Xiaomi Mi Smart Band 5. Він має 1,1-дюймовий ємнісний AMOLED-дисплей з роздільною здатністю 126 * 294 і має цілодобовий моніторинг серцевого ритму з 50 % більш точним датчиком PPG, ніж його попередник. Він підтримує магнітну зарядну док-станцію, яка, як кажуть, простіше у використанні, ніж зарядні пристрої попереднього покоління. Він також має вбудований мікрофон для вбудованого помічника Xiaomi Xiao (в Китаї) і Alexa (в глобальній версії), тільки версії NFC мають цю функцію. Але нещодавно випущений глобальний Mi Smart Band не має таких функцій, як підтримка Alexa, відстеження NFC і SpO2

## Технічні характеристики
- Дисплей: 1,1-дюймовий AMOLED, повнокольоровий сенсорний екран
- Глибина кольору: 16 біт
- Яскравість екрану: до 450 нт
- Роздільна здатність: 126*294
- Кнопка: одна сенсорна кнопка (пробудження, повернення)
- Підключення: Bluetooth версії 5.0 BLE; NFC на деяких моделях
- Оперативна пам'ять: 512 Кб.
- Вбудована пам'ять: 16 МБ
- Батарея: LiPo, 125mah, 14 днів автономної роботи (NFC), 20 днів (без NFC)
- Датчики: Акселерометр, гіроскоп, датчик серцевого ритму PPG, ємнісний датчик наближення, ІЧ-детектор (варіант NFC), барометр
- Водонепроникність: до 40 метрів протягом 30 хвилин, 5 атмосфер

## Особливості
- монітор серцевого ритму,
- лічильник кроків,
- тренування(11 режимів),
- оцінка PAI,
- віртуальний помічник (китайська версія),
- мікрофон (китайська версія),
- контролер камери,
- сповіщення про погоду,
- NFC (в деяких моделях),
- таймер,
- секундомір,
- монітор REM + сну,
- сигнали тривоги,
- нагадування,
- попередження,
- відключення звуку виклику,
- Пошук телефону,
- безшумний телефон,
- яскравість
- інші незначні функції, музичний контролер, нагадування про події, дихальні вправи, лічильник стресу.